# Полухін Микола Анатолійович
Полухін Микола Анатолійович  (нар.7 липня 1982, с. Гладилово, Тюменська область, СРСР - російський спортсмен, чемпіон Зимових Паралімпійських ігор 2010 року і дворазовий чемпіон Зимових Паралімпійських ігор 2014 року, багаторазовий срібний та бронзовий призер Паралімпійських ігор. Заслужений майстер спорту Росії .

## Біографія
Закінчив Тюменський інститут фізичної культури і спорту.
Тренується з 2001 року. Почав виступи на міжнародних змаганнях на Кубку світу 2005 року. Тренується у Олексія Копитіна.

## Нагороди
- Орден «За заслуги перед Вітчизною» IV ступеня (2014)[1].
- Орден Дружби (26 березня 2010 а) - за великий внесок у розвиток фізичної культури і спорту, високі спортивні досягнення на X Паралімпійських зимових іграх 2010 року в місті Ванкувері (Канада)[2].
- Звання «Спортсмен місяця» (Березень 2012 року, Міжнародний паралімпійський комітет)
- Лауреат премій «Гордість країни» і «Гордість Тюмені» (обидві в 2012 році)